# Osiedle Wrzosy
Osiedle Wrzosy – do końca 2017 roku część wsi Zagnańsk,  położonej w Polsce, w województwie świętokrzyskim, w powiecie kieleckim, w gminie Zagnańsk. Miejscowość zniesiona 1 stycznia 2018.
W latach 1975–1998 miejscowość położona była w województwie kieleckim.